# Campionato Italiano di Football 1902
Il Campionato Italiano di Football 1902 è stata la 5ª edizione del campionato italiano di calcio, disputata tra il 2 marzo 1902 e il 13 aprile 1902 e conclusa con la vittoria del Genoa, al suo quarto titolo.

## Stagione
Il torneo fu il quinto campionato italiano di calcio organizzato dalla Federazione Italiana Football (FIF).

### Formula
Prima fase regionale, con un torneo a eliminazione diretta per Liguria e Lombardia, e turni di sola andata per il Piemonte, che qualificava alla fase nazionale una sola rappresentante per regione. Il tabellone prevedeva un sistema di challenge round in base al quale i campioni in carica (quell'anno il Milan) accedevano direttamente alla finale.

### Avvenimenti
Il Genoa tornò al successo l'anno dopo nel 1902: superate di misura le varie eliminatorie il Genoa si ritrovò di nuovo in finale contro il Milan. La rivincita del precedente torneo non si svolse a Milano come da regolamento, bensì a Genova, e i padroni di casa conseguirono il loro quarto titolo nazionale. I vincitori si aggiudicarono la Coppa Fawcus e una medaglia d'oro in ricordo di Adolf Jourdan, uno dei fondatori della FIF e arbitro della finale del primo campionato di calcio italiano.

## Squadre partecipanti

### Liguria
| Club         | Stagione  | Città  | Stagione precedente                           |
| ------------ | --------- | ------ | --------------------------------------------- |
| Andrea Doria | dettaglio | Genova | Neoaffiliata                                  |
| Genoa        | dettaglio | Genova | Finalista nel Campionato Italiano di Football |

### Lombardia
| Club       | Stagione  | Città  | Stagione precedente                            |
| ---------- | --------- | ------ | ---------------------------------------------- |
| Mediolanum | dettaglio | Milano | Neoaffiliata                                   |
| Milan      | dettaglio | Milano | Vincitrice del Campionato Italiano di Football |

### Piemonte
| Club              | Stagione  | Città  | Stagione precedente                                         |
| ----------------- | --------- | ------ | ----------------------------------------------------------- |
| Audace Torino     | dettaglio | Torino | Neoaffiliata                                                |
| Torinese          | dettaglio | Torino | Anno sabbatico                                              |
| Ginnastica Torino | dettaglio | Torino | Eliminatoria piemontese nel Campionato Italiano di Football |
| Juventus          | dettaglio | Torino | Semifinalista nel Campionato Italiano di Football           |

## Risultati

### Calendario

#### Eliminatoria ligure
| Arbitro: | Weber (Torino) |

|                 |           |           |
| Pasteur Salvadè | Marcatori | Bolognini |

##### Verdetto
- Genoa qualificato alle eliminatorie interregionali.

#### Eliminatoria lombarda

##### Verdetto
- Mediolanum unico iscritto e qualificato alle eliminatorie interregionali.

#### Eliminatorie piemontesi

##### Classifica
|  | Pos. | Squadra           | Pt | G | V | N | P | GF | GS | DR |
|  | ---- | ----------------- | -- | - | - | - | - | -- | -- | -- |
|  | 1.   | Torinese          | 5  | 3 | 2 | 1 | 0 | 5  | 1  | +4 |
|  | 2.   | Juventus          | 5  | 3 | 2 | 1 | 0 | 9  | 1  | +8 |
|  | 3.   | Audace Torino     | 2  | 3 | 1 | 0 | 2 | 5  | 10 | -5 |
|  | 4.   | Ginnastica Torino | 0  | 3 | 0 | 0 | 3 | 2  | 9  | -7 |

Legenda:
     Accede alla semifinale
  Accedono allo spareggio.

##### Calendario
| Andata (1ª) | Andata (1ª) | Prima giornata       |
|             |             |                      |
| 2 mar.      | 1-1         | FC Torinese-Juventus |
| 2 mar.      | 5-2         | Audace-Ginnastica    |

| Andata (2ª) | Andata (2ª) | Seconda giornata       |
|             |             |                        |
| 9 mar.      | 6-0         | Juventus-Audace        |
| 9 mar.      | 2-0         | FC Torinese-Ginnastica |

| Andata (3ª) | Andata (3ª) | Terza giornata      |
|             |             |                     |
| 16 mar.     | 2-0         | FC Torinese-Audace  |
| 16 mar.     | 2-0         | Juventus-Ginnastica |

##### Spareggio
| Torino 23 marzo 1902 Spareggio        | Torinese  | 4 – 1 referto | Juventus | Campo di Piazza d'Armi di Torino |
| \| \| \| \| \| ? \| Marcatori \| ? \| |           |               |          |                                  |
|                                       |           |               |          |                                  |
| ?                                     | Marcatori | ?             |          |                                  |

##### Verdetto
- Torinese qualificato alla semifinale.

#### Eliminatoria interregionale ligure-lombarda
| Arbitro: | Weber (Torino) |

|       |           |  |
| Senft | Marcatori |  |

##### Verdetto
- Genoa qualificato alla semifinale.

#### Semifinale
| Arbitro: | Kilpin (Milano) |

|                      |           |       |
| Cagnassi 5’ Verdun ? | Marcatori | 10’ ? |

##### Verdetto
- Genoa qualificato alla finale.

#### Finale
| Arbitro: | Savage (Torino) |

|                         |           |  |
| Salvadè 40’ Pasteur 85’ | Marcatori |  |

### Verdetto
- Genoa campione d'Italia 1902.

### Squadra campione
| Formazione tipo (2-3-5)                                                                     | Giocatori (ruolo)                    |
| ------------------------------------------------------------------------------------------- | ------------------------------------ |
| Spensley Senft Ghigliotti Cartier Passadoro Pasteur I Rossi Agar Dapples Pasteur II Salvadè | James Spensley (portiere e capitano) |
| Spensley Senft Ghigliotti Cartier Passadoro Pasteur I Rossi Agar Dapples Pasteur II Salvadè | Karl Senft (terzino destro)          |
| Spensley Senft Ghigliotti Cartier Passadoro Pasteur I Rossi Agar Dapples Pasteur II Salvadè | Fausto Ghigliotti (terzino sinistro) |
| Spensley Senft Ghigliotti Cartier Passadoro Pasteur I Rossi Agar Dapples Pasteur II Salvadè | Howard Passadoro (centro mediano)    |
| Spensley Senft Ghigliotti Cartier Passadoro Pasteur I Rossi Agar Dapples Pasteur II Salvadè | Edoardo Pasteur (mediano sinistro)   |
| Spensley Senft Ghigliotti Cartier Passadoro Pasteur I Rossi Agar Dapples Pasteur II Salvadè | Alfred Cartier (mediano destro)      |
| Spensley Senft Ghigliotti Cartier Passadoro Pasteur I Rossi Agar Dapples Pasteur II Salvadè | Paolo Rossi (ala destra)             |
| Spensley Senft Ghigliotti Cartier Passadoro Pasteur I Rossi Agar Dapples Pasteur II Salvadè | Attilio Salvadè (ala sinistra)       |
| Spensley Senft Ghigliotti Cartier Passadoro Pasteur I Rossi Agar Dapples Pasteur II Salvadè | Joseph William Agar (mezzala destra) |
| Spensley Senft Ghigliotti Cartier Passadoro Pasteur I Rossi Agar Dapples Pasteur II Salvadè | Enrico Pasteur (mezzala sinistra)    |
| Spensley Senft Ghigliotti Cartier Passadoro Pasteur I Rossi Agar Dapples Pasteur II Salvadè | Henri Dapples (centro attacco)       |